# タレントプール
タレントプール（Talent Pool）は、将来的に採用の可能性がある優秀な人材(＝Talent)と関係を保持していくためのデータベース(＝Pool)である。
米国の大手経営コンサルファームマッキンゼー・アンド・カンパニーが、2001年に人材獲得・育成の調査報告書 The War for Talentの中で「Talent Pool」という言葉を初めて使用した。
採用側には候補人材との繋がりを中長期に保つことで、より条件の良い人材確保や採用後のミスマッチをリスク回避できるなどの大きなメリットがある。 　
求職者や潜在的な求職者とっても、採用側との繋がりを中長期に保つことにより自身の客観的な価値評価ができ、キャリアチェンジの機会を逸するリスクを回避できるなどの大きなメリットがある。欧米では業種毎に細分化されたタレント・プールが存在するが、日本では高収入層のサラリーマンや国家資格保有者に特化したタレント・プールが主流となっている。2010年頃まではヘッドハンティング会社が採用側と人材の間を仲介していたが、ネット環境の変化によりWEBを介して直接交流できる環境が整いつつある。
雇用形態の流動化に伴い、潜在化した人材の掘り起こしに繋がる人事戦略として注目されている。